# Jennie Wilde
Jennie Wilde, geb. Virginia Wilkinson Wilde (* 10. April 1865 in Augusta, Georgia; † 11. September 1913 in England), war eine US-amerikanische Malerin, Designerin und Kunstlehrerin.

## Leben
Jennie Wilde kam 1865 als drittes Kind des Sprach- und Mathematikprofessors William Cumming Wilde (1823–1890) und dessen Frau Virginia Wilkinson Wilde (1827–1888) in der amerikanischen Stadt Augusta zur Welt. Sie stammte aus einer wohlhabenden katholischen Familie irischen Ursprungs. Ihr Großvater väterlicherseits war der Politiker und Dichter Richard Henry Wilde. Jennie Wilde gleichnamiger Bruder Richard Henry Wilde (1851–1881) war ebenfalls Dichter und Autor, ihre Schwester Emily Wilde (1859–1929) Künstlerin.
Jennie Wilde erhielt ihre künstlerische Ausbildung bei der Southern Art Union (1882–1883; 1885), wo sie eine Schülerin von Henriette Winant war. 1886 studierte sie Malerei und antikes Zeichnen unter anderem bei James Carroll Beckwith an der Art League of New York, deren Mitglied sie lebenslang blieb. Sie arbeitete danach als Lehrerin in New Orleans am Southern Academic Institute (1889–1890; 1892), Home Institute (1893–1897) und Guillot Institute (1895).
1898 eröffnete sie ein eigenes Studio in der Camp Street in New Orleans, später zog sie in die Carondelet Street. Sie arbeitete vor allem als Designerin für verschiedene örtliche Karnevalsvereine (ab 1891), zuletzt 10 Jahre exklusiv für die Mistick Krewe of Comus. Wilde wirkte außerdem als Autorin und Dichterin. Ihre Gedichte und Illustrationen wurden in Lokalzeitungen und Literaturzeitschriften veröffentlicht.
1913 erkrankte Wilde während eines Urlaubs in England und starb. Zu diesem Zeitpunkt wurde sie zu den bedeutendsten weiblichen Künstlern von New Orleans gezählt. Ihr Grab befindet sich auf dem Metairie Cemetery in New Orleans.

## Werk

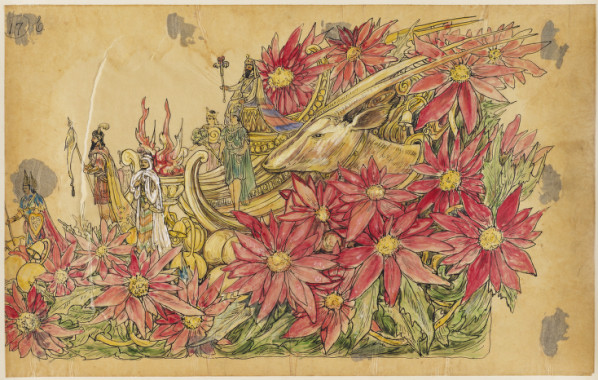
Umzugswagen-Design King of Abyssinia (Jennie Wilde, 1910)

Wilde schuf vor allem Gebrauchskunst. Für die Veranstalter von Mardi-Gras-Feierlichkeiten und Umzügen entwarf sie passend zum Jahresmotto u. a. das Design der Einladungskarten, Kostüme und Festzugswagen. 
Erhalten geblieben sind ausschließlich ihre mit Tinte oder Wasserfarben gestalteten Bildtafeln mit Entwürfen für Umzugswagen und Bälle des Vereins Mistick Krewe of Comus. So gestaltete Wilde unter anderem Designs zu den Themen Demontology (1891), Stories of the Golden Age (1900), Flights of Fancy (1909) und Tales from Chaucer (1914). Bei den Mardi-Gras-Feierlichkeiten 1892, die unter dem Motto Nippon, the Land of the Rising Sun stattfanden, trug Präsidententochter Varina Anne Davis als Umzugskönigin das von Wilde entworfene Kostüm, einen naturfarbenen Kimono mit goldenen Blumenstickereien. Ein Ölporträt von Davis in ihrem Kostüm und das dazugehörige Zepter sind im Confederate Museum in New Orleans ausgestellt. Jennie Wildes Entwürfe für Umzugswagen der Saison 1910 befinden sich in der Carnival Collection der Howard-Tilton Memorial Library der Tulane University. Die 20 Aquarelle (18.5 × 12 inch) greifen vorwiegend Aspekte des Mottos  Mahomet (franz. für Mohammed) auf, z. B. Mohammeds Frau Aischa, das Reittier Buraq und die Hidschra. Ein Wagenmotiv zeigt den Namenspatron des auftraggebenden Vereins, Komos, in einer von Schwänen gezogenen Kutsche aus Bananenpflanzen.
1903 malte Wilde die Wandbilder der Church of Notre Dame de Bon Secours in der Jackson Avenue, New Orleans.

## Ausstellungen (Auswahl)
- 1889–1892; 1901: Artist's Acssociation of New Orleans
- 1892: Tulane University